# Peracarida
Los peracáridos (Peracarida) son un superorden de crustáceos malacostráceos. Incluye unas 12000 especies y es cosmopolita.

## Particularidades
Se distinguen por poseer las hembras una especie de marsupio para sus huevos; además, tienen sólo una pareja de maxilípedos (raramente 2–3) y mandíbulas con un accesor articulado entre los molares y los incisivos que se conoce con el nombre de lacinia mobilis. 

## Órdenes
Se reconocen los 11 siguientes:
- Amphipoda Latreille, 1816
- Bochusacea Gutu & Iliffe, 1998
- Cumacea Krøyer, 1846
- Isopoda Latreille, 1817
- Lophogastrida Sars, 1870
- Mictacea Bowman, Garner, Hessler, Iliffe & Sanders, 1985
- Mysida Haworth, 1825
- Pygocephalomorpha †, Beurlen, 1930
- Spelaeogriphacea Gordon, 1957
- Tanaidacea Dana, 1849
- Thermosbaenacea Monod, 1927